# Ljuboml
Ljuboml (ukrajinsky Любомль, polsky Luboml, v jidiš ליבעוונע‎‎ – Libivne) je město ve Volyňské oblasti na Ukrajině. K roku 2004 v něm žilo přes deset tisíc obyvatel.

## Poloha a doprava
Ljuboml leží nedaleko západního okraje Volyňské oblasti a tím i nedaleko polsko-ukrajinské státní hranice ležící směrem na západ. Nejbližší větší města jsou Kovel na východě, Volodymyr na jihu a Chełm v Polsku na západě.

## Dějiny
První písemná zmínka o Ljubomlu je z roku 1287. V roce 1541 se stal městem.
Do roku 1795 byl součástí Polsko-litevské unie, pak připadl do Ruského impéria.
V meziválečném období byl Ljuboml součástí druhé Polské republiky.
Začátkem druhé světové války jej na základě Ribbentropova–Molotovova paktu obsadil Sovětský svaz. Následně jej v rámci operace Barbarossa dobylo nacistické Německo, kde připadl do Generálního gouvernementu.
Během nacistické okupace byla vyvražděna téměř celá místní židovská komunita, která přitom tvořila jádro obyvatelstva (91 % obyvatelstva v roce 1931). Odhadem 4,5 tisíce místních spolu s židovskými uprchlíky odvedli Einsatzgruppen za pomoci kolaborantů a Ukrajinské pomocné policie (Українська допоміжна поліція , Ukrainische Hilfspolizei) do blízkých roklí a tam zastřelili. Z vyhlazeného města je známo 51 přeživších. 
Rudá armáda dobyla Ljuboml zpět pro Sovětský svaz v roce 1944 a byl začleněn do Ukrajinské sovětské socialistické republiky. Od roku 1991 je součástí samostatné Ukrajiny.

## Rodáci
- Natalija Mychajlivna Užvijová (1898–1986), herečka
- Sonia Orbuchová (1925–2018), pamětnice holocaustu

## Zajímavost
V roce 1918 vydal ljubomlský soudce sérii známek zobrazujících pohledy na město. Označení bylo ve 4 jazycích: polština, ukrajinština, němčina a hebrejština. Bylo to poprvé, kdy se hebrejská písmena objevila na poštovních známkách.